# Weinmannia intermedia
Weinmannia intermedia là một loài thực vật có hoa trong họ Cunoniaceae. Loài này được Schltdl. & Cham. miêu tả khoa học đầu tiên năm 1830.